# آرمن دانیلیان (سیاستمدار)
آرمن سریوژایی دانیلیان (ارمنی: Արմեն Սերյոժայի Դանիելյան؛ زاده ۱۲ آوریل ۱۹۷۵) یک سیاستمدار اهل ارمنستان است که بین سال‌های ۲۰۰۳ تا ۲۰۱۲ نماینده دوره‌های سوم و چهارم مجلس ملی جمهوری ارمنستان بوده‌است. 

## زندگی‌نامه
وی از دانشکده حقوق دانشگاه دولتی ایروان فارغ‌التحصیل شد. وی همچنین برنده جوایزی همچون مدال یادبود نخست‌وزیر ارمنستان شده است.